# Kleinkastelle und Wachtürme der Gask Ridge

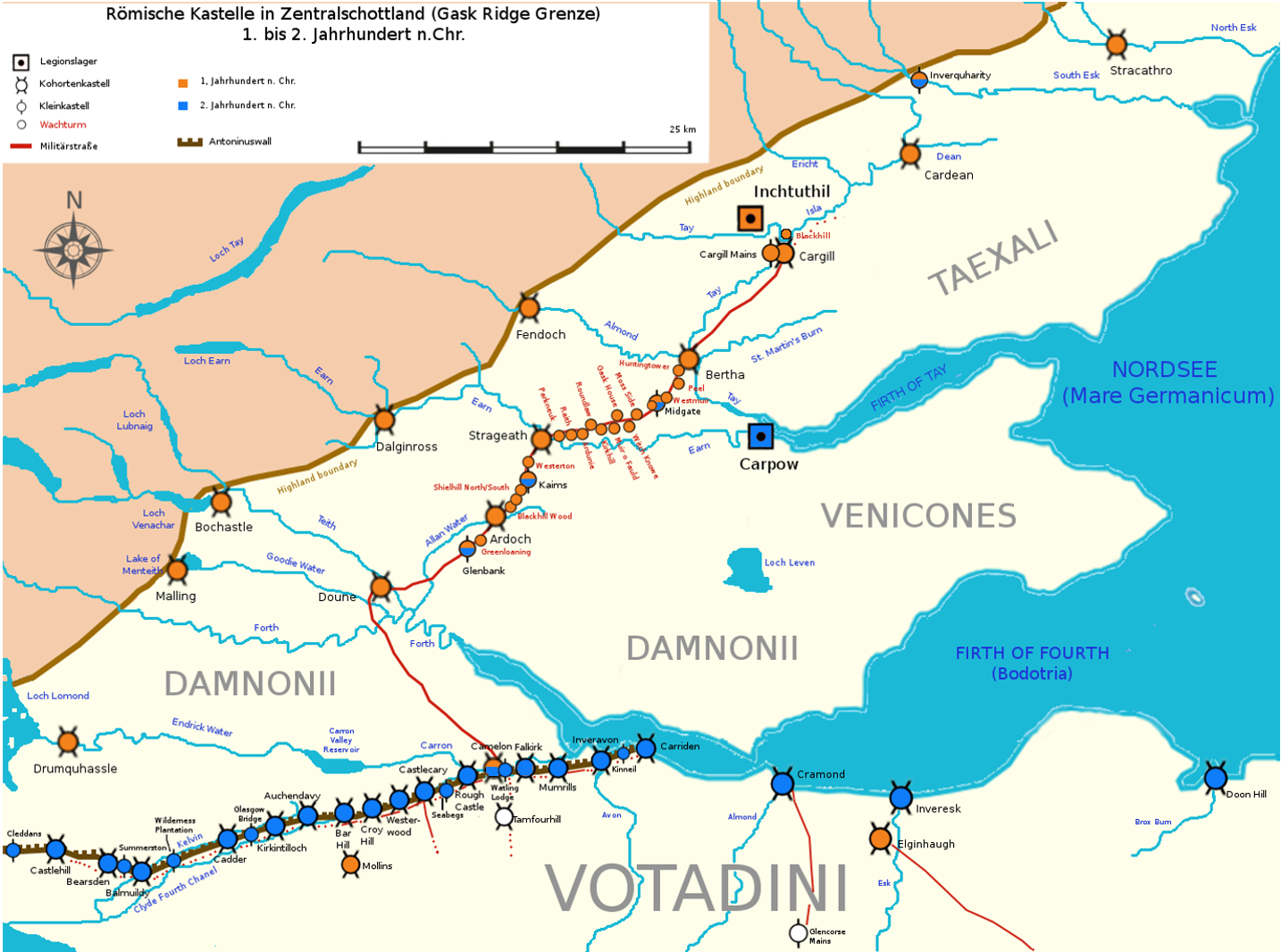
Kastellkette der Gask Ridge und Verlauf der Militärstraße
(85 n. Chr.)

Die Kleinkastelle und Wachtürme an der Gask Ridge zählten zu einer Befestigungskette, die im 1. Jahrhundert n. Chr. von den Römern im heutigen Zentralschottland errichtet wurde. Einige von ihnen dienten anfangs wohl zur Sicherung des Nachschubes für den Feldzug des Agricola, Statthalter von Britannien um 80 n. Chr. Nach ihrem Sieg in der Schlacht am Mons Graupius im Jahr 83 n. Chr. legten die Römer weitere Kastelle und Wachtürme an, um das Hochlandmassiv, wahrscheinlich das Rückzugsgebiet aufständischer Caledonii, von der Fife-Halbinsel zu trennen. Die Grenzanlagen blieben aber nur weniger als ein Jahrzehnt in Gebrauch, bevor sich die römische Armee – 87 oder 88 n. Chr. – wieder bis zur Linie Solway Firth – Tyne (Stanegate) zurückzog.
Sie bestand im Wesentlichen aus einer 37 km langen Reihe von Kohortenkastellen, Kleinkastellen und Wachtürmen entlang einer Militärstraße und ähnelte den Wetterau-Limes im Taunus, zwischen den Flüssen Lahn und Main, etwa 48 km östlich des Rheins. Die jüngsten Befunde lassen vermuten, dass es sich bei der Gask-Ridge-Linie um den frühesten bekannten römischen Limes handelt, der schon 40 Jahre vor dem Hadrianswall und 60 Jahre vor dem Antoninuswall eingerichtet wurde. Die Besatzungen der Türme und Kleinkastelle sollten für eine flächendeckende Überwachung sorgen, Nachrichten weitergeben und Überraschungsangriffe aus den zahlreichen tief eingeschnittenen Glens der Highlands verhindern.
Die bislang archäologisch gesicherte Befestungskette beginnt in Glenbank nördlich von Dunblane und endet in Bertha am Fluss Tay. Größtenteils verlief sie entlang eines markanten, rund 70 m hohen Höhenzugs, der namensgebenden Gask Ridge, nördlich von Strathearn in der Grafschaft Perthshire. Vermutlich erstreckte sich der Limes aber noch viel weiter nach Norden, bis zum Kastell von Stracatho und im Süden bis nach Doune oder sogar bis Camelon und Falkirk am Clyde-Forth Isthmus.
Südwestlich standen die sogenannten Glen-Blocker-Kastelle. Diese Bezeichnung bezieht sich auf ihre Position am östlichen Ausgang der Hochlandtäler (gälisch Glen oder Strath) zwischen Barocan am Clyde und Stracathro. Sie entstanden vermutlich schon während der flavischen Herrschaftsperiode und sollten das landwirtschaftlich ertragreiche Küstenland zwischen Strathallan und Strathearn gegen Einfälle von Westen her schützen.

## Kleinkastelle

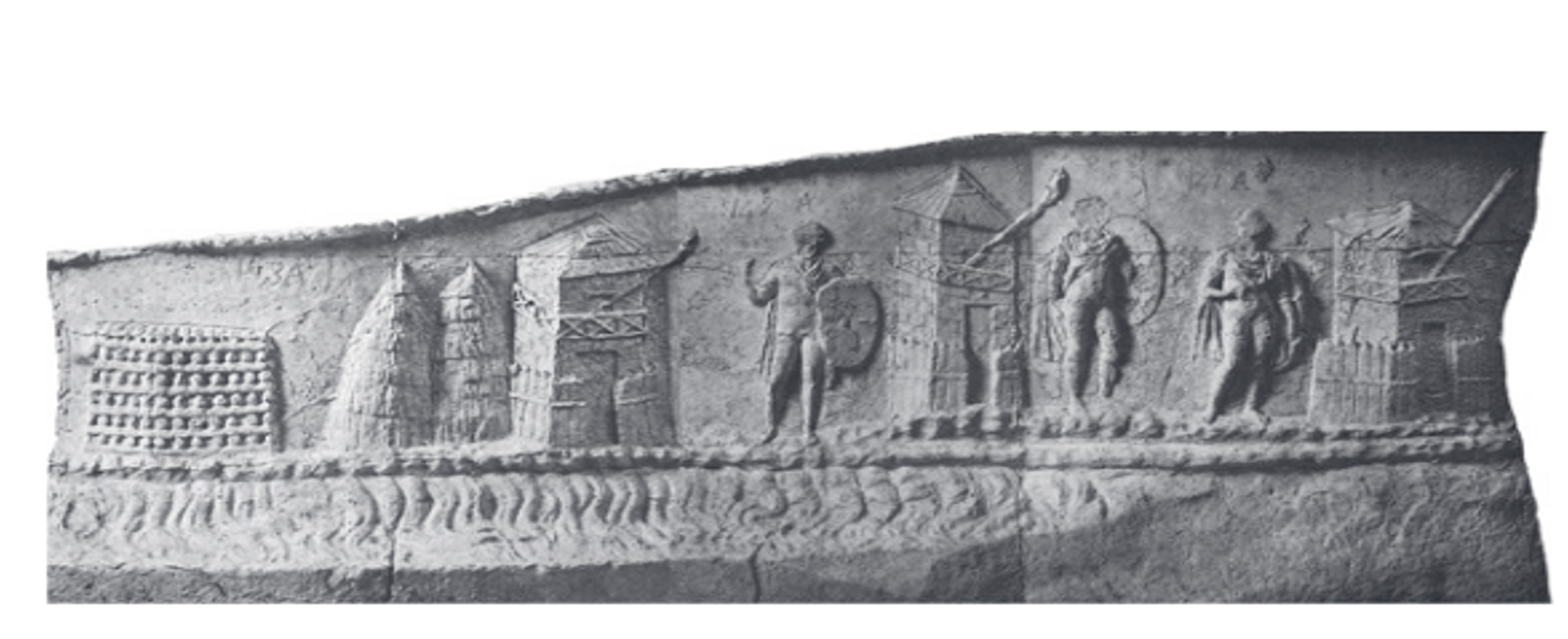
Abbildungen von Wachtürmen an der Trajanssäule
(2. Jahrhundert n. Chr.)

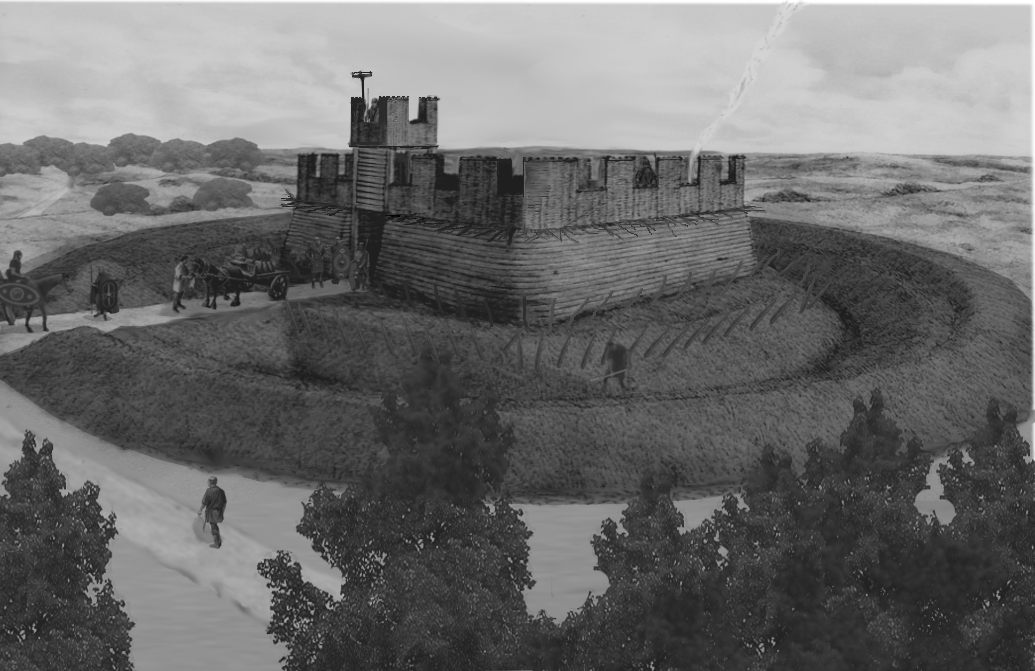
Rekonstruktionsversuch eines Holz-Erde-Kleinkastells der Gask Ridge,
(1. Jahrhundert n. Chr.)

Gegenwärtig sind fünf Kleinkastelle an der Gask Ridge Linie bzw. in Zentralschottland archäologisch gesichert:
- Glenbank,
- Kaims und
- Midgate, ein viertes, bei
- Raith, konnte bis dato nicht lokalisiert werden, ein fünftes,
- Cargill Mains, befand sich nahe dem Legionslager Inchtuthil, das sechste – bei
- Inverquharity – zählte zu den Glen Blocker Befestigungen.

Glenbank stand sechs römische Meilen von Kaims (und vom Kastell Doune im Süden) entfernt, Kaims 12 römische Meilen von Midgate. Ein typisches Holz-Erde-Kleinkastell des 1. Jahrhunderts n. Chr. war im Grundriss spielkartenförmig, etwa 0,1–0,3 ha groß und diente meist zur Überwachung einer Straße oder eines Grenzübergangs. Als Annäherungshindernis wurde ein Doppelgraben angelegt. Die V-förmig ausgeschachteten Gräben waren im Schnitt 3 m tief. Es verfügte (generell) nur über ein Tor, das von einem Holzturm geschützt wurde. In Glenbank war der Wall zudem beidseitig nach innen gekrümmt und schuf so einen trichterförmigen Zugang zum Tor. Die Innenfläche maß im Durchschnitt 30 × 50 m. Eine mindestens 1,5 m hohe Brustwehr aus Palisaden oder Weidengeflecht krönte den Wall und deckte den Wehrgang. Die Innenbebauung der Kleinfestungen am Hadrianswall bestand gewöhnlich aus zwei halbseitig platzierten Holz- oder Fachwerkbaracken, in denen eine Centuria, etwa 80 Mann, untergebracht werden konnte. Das Innere der Gask-Ridge-Exemplare zeigte jedoch keinerlei Reste von Gebäuden – außer vereinzelten Pfostenlöchern – obwohl durch Pflugscharen gestörte Kieslagen des originalen Bodens erhalten geblieben waren. Ähnliches wurde bei Ausgrabungen im späten 19. Jahrhundert in den anderen Gask-Ridge-Kleinfestungen von Midgate und Kaims beobachtet, aber bisher war immer davon ausgegangen worden, dass man bei den Untersuchungen evtl. Gebäudereste übersehen hatte. Dies erscheint heute aber eher unwahrscheinlich, es könnte sein, dass diese Befestigungen entweder keine Innengebäude hatten oder diese aus leicht vergänglichen Materialien aufgebaut waren, die keine archäologisch verwertbaren Spuren hinterlassen haben. Vielleicht waren dort auch nur Zelte aufgestellt. Es wäre auch möglich, dass solche Kleinkastelle erst während der neuerlichen Besetzung Zentralschottlands unter Kaiser Antoninus Pius (138–161) – Mitte des 2. Jahrhunderts n. Chr. – errichtet wurden. Ihre Positionierung relativ nahe der Kohortenkastelle weist aber auf eine frühere Gründung hin. Es erscheint in diesem Zusammenhang auch bemerkenswert, dass der Wachturm von Midgate nur wenige Meter vom gleichnamigen Kleinkastell entfernt aufgestellt wurde. Man geht davon aus, dass ihre Funktion den Meilenkastellen des Hadrianswalls entsprach – nämlich Grenzübergänge zu sichern und bei Bedarf die benachbarten Turmbesatzungen zu unterstützen.

## Wach- und Signaltürme
Die turres oder speculae der Gask Ridge Serie wurden ausnahmslos in Holzbauweise errichtet und weisen keine einheitliche Größe und Form auf. Der Grundriss von Westerton ist eher oval, einige andere sind quadratisch, aber solche Variationen sind typisch für diese Art von römischen Militärbauten und spiegeln deren oftmalige Ad-hoc-Bauweise wider. Ihre tragende Konstruktion bestand aus vier massiven Eckpfosten (Fundamenttiefe ca. 1 m, Pfostenquerschnitte 0,5 m) um die der Turm, möglicherweise bis auf eine Höhe von 10 m, aufgebaut wurde. Die Grundflächen waren jedoch unterschiedlich, Greenloaning ist mit rund 23 m² Innenfläche der größte, Gask House mit 7,44 m² der kleinste. Die Türme standen zu beiden Seiten und in unterschiedlichen Distanzen von der Militärstraße entfernt. Der südliche Abschnitt der Turmkette weist einen regelmäßigen Abstand von 887 m zueinander auf, im Vergleich zu den eher zufällig gewählten Abständen der Wachtürme weiter nördlich. Der Unterschied in der Bauart und im Abstand der Wachtürme zwischen den beiden Abschnitten lässt vermuten, dass die Befestigungskette von mehreren Bauvexillationen – zeitgleich – errichtet wurde. Die Gask-Türme befinden sich im Allgemeinen nicht auf den höchsten Geländepunkten, von denen aus die Umgebung am besten eingesehen werden konnte. Eine Ausnahme ist der Turm von Westmuir, er stand nur etwa 300 m vom höchsten Punkt der Gask Ridge entfernt. Ihre Besatzung umfasste nicht mehr als acht Mann (Contubernium), die den Auxiliartruppen angehörten. Diese speculatores gaben bei feindlichen Angriffen Horn-, Licht- oder Rauchsignale von Turm zu Turm weiter, um damit die nächstgelegenen Garnisonen zu alarmieren.
Über das Aufgehende dieser sicher nur mit dem notwendigsten ausgestatteten Türme kann nur wenig gesagt werden. Man fand Anzeichen von Schwellbalkengräben, die ursprünglich wohl die Stützpfosten miteinander verbanden, um auf ihnen Flechtwerk o. ä. aufzusetzen (Moss Side). Auf die Rahmenkonstruktion genagelte Bretter scheint jedoch die übliche Methode zur Verschalung der Außenwände gewesen zu sein, in Shielhill North konnte allerdings Flechtwerk nachgewiesen werden und Reste von Flechtholz wurden in Raith geborgen. Man vermutet weiters, dass die Gask-Ridge-Türme im Obergeschoss über eine Wachstube und eine umlaufende Aussichtsplattform verfügten. Vermutlich waren sie auch – witterungsbedingt – mit pyramidenförmigen Stroh- oder Holzschindeldächern abgedeckt. Diese Annahmen basieren unter anderem auf den Reliefs der Trajanssäule (113 n. Chr.). Ein solches Design würde jedoch aufgrund seines Gewichtes die bisher angenommene Turmhöhe um mindestens 1,5 m reduzieren, diese Bauweise trifft wohl eher auf Steintürme zu. Als Befestigung warf man um den Turm herum einen im Grundriss spielkartenförmigen Wall aus Rasensoden (Murus caespiticius) auf, der vermutlich eine Höhe von durchschnittlich zwei Metern erreichte, der Wehrgang auf der Wallkrone war mit einem aus Haselholzgeflecht gefertigten Zinnenkranz gedeckt. Der Eingang war immer auf die Militärstraße ausgerichtet.
Über die Materialien, die zum Bau der Gask-Ridge-Türme verwendet wurden, weiß man nur wenig. Viel hängt davon ab, wie lange Stützpfosten (bis zu 40 cm Durchmesser) voraussichtlich halten werden, bevor sie ausgetauscht werden müssen und aus welcher Holzart sie bestehen. Die Römer verwendeten in Britannien anfangs oft ungeeignetes Holz für ihre Verschanzungen, darunter vor allem Erlenholz, das nach dem Fällen rasch verrottet. Pollenanalysen an einigen Gask-Standorten haben ergeben, dass in der Antike dort praktisch nur feuchte Böden liebende Baumarten wie Erle und Weide – insbesondere in den Flusstälern – wuchsen. Anfang des 20. Jahrhunderts kam das einzige Fragment eines Balkens, das bislang gefunden wurde, bei der Ausgrabung von 1901 am Turm von Raith zum Vorschein und konnte als Eichenholz identifiziert werden. 1999 analysierte Susan Ramsay im Auftrag des Gask-Ridge-Projekt zwei verkohlte Holzfragmente von der Turmstelle Roundlaw. Das Material wurde bei der Ausgrabung von 1972 in einem der nördlichen Pfostenlöcher gefunden und stammte von Hasel und Eiche. Obwohl dies natürlich kein absolut sicherer Beweis sein kann, nimmt man an, dass für die Stützbalken bevorzugt Eichenholz und für die Wände Flechtwerk aus Haselstauden verwendet wurde.
Um das Kernwerk hob man zusätzlich einen kreisförmigen V-Graben aus, mit seinem Auswurfsmaterial schüttete man an der Außenseite einen niedrigen Damm (Agger) auf. Über einen Erddamm gelangte man zum Eingang des Kernwerkes. Ausgrabungen und Luftaufnahmen zeigten, dass die Anzahl dieser Annäherungshindernisse variiert. An den vier Türmen zwischen Kaims und Glenbank im südlichen Teil des Gask-Ridge-Systems wurden Doppelgräben beobachtet, alle nördlich von Kaims verfügten hingegen nur über einen Graben. Die Einteilung der Turmkette in eine Doppelgraben-Süd- und Eingraben-Nordgruppe ist jedoch problematisch, da vielleicht von der Armeeführung nur grobe Vorgaben ausgegeben wurden und ihre Durchführung den dafür eingeteilten Bauvexillationen überlassen wurde, die dann leicht unterschiedliche Variationen dieser Turmanlagen errichteten. Es ist auch durchaus denkbar, dass die Doppelgrabenexemplare früher in Betrieb genommen wurden oder zumindest länger in Gebrauch waren. In Westerton hatten die beiden Gräben leicht unterschiedliche Verläufe, möglicherweise wurden sie nicht gleichzeitig ausgehoben, sondern der innere erst etwas später. Der äußere Graben hat fast den gleichen Durchmesser wie die nördlichen Türme, was darauf hindeuten könnte, dass bei den Doppelgrabenanlagen der innere erst etwas später hinzugefügt wurde. Ein ursprünglich nur mit einem Graben versehener Turm hätte auch genügend Platz für einen Erdwall geboten. Möglicherweise wurden diese Wälle später bei den südlichen Türmen wieder entfernt.
Aus den Befunden von Shielhill North und Westerton geht hervor, dass diese Türme systematisch abgetragen und sogar ihre Pfostenlöcher und Gräben wieder zugeschüttet wurden. Dies scheint die übliche Praxis beim Abzug einer römischen Armee gewesen zu sein, sie wurde auch bei einigen anderen Wachtürmen in Schottland und beim Legionslager Inchtuthil beobachtet. Diese Vorgehensweise könnte das Gründlichkeitsprinzip der römischen Armee widerspiegeln, sowie das Bestreben, die Nachnutzung des Geländes oder des Baumaterials durch den Feind mit allen zur Verfügung stehenden Mitteln zu verhindern.

## Limes Gask-Ridge/Zentralschottland
Insgesamt konnten bis dato 26 Standorte nachgewiesen werden:
- Aufzählung von Süd nach Nord, Abschnittsunterteilung im Rahmen des Limes Projektes
- WT  = Wachturm,
- KK  = Kleinkastell
- KoK = Kohortenkastell

### Abschnitt 1, KK Glenbank – WT North Shielhill (Doppelgrabenanlagen)
|                                              |
| Luftaufnahme des KK Glenbank                 |
| RCAHMS Aerial Photography, 1983              |
|                                              |
|                                              |
| Link zum Bild (bitte Urheberrechte beachten) |

|                                              |
| Luftaufnahme des WT Greenloaning             |
| RCAHMS Aerial Photography, 1986              |
|                                              |
|                                              |
| Link zum Bild (bitte Urheberrechte beachten) |

|                                              |
| Luftaufnahme des WT Shielhill North          |
| RCAHMS Aerial Photography, 1984              |
|                                              |
|                                              |
| Link zum Bild (bitte Urheberrechte beachten) |

### Abschnitt 2, KK Kaims – WT Raith
|                                              |
| Luftaufnahme des KK Kaimes                   |
| Royal Air Force, 22. Juli 1945               |
|                                              |
|                                              |
| Link zum Bild (bitte Urheberrechte beachten) |

|                                              |
| Luftaufnahme des WT Westerton                |
| 1976-07-20                                   |
|                                              |
|                                              |
| Link zum Bild (bitte Urheberrechte beachten) |

|                                              |
| Luftaufnahme des WT Parneuk Cottage          |
| RCAHMS Aerial Photography, 30. Juli 1996     |
|                                              |
|                                              |
| Link zum Bild (bitte Urheberrechte beachten) |

|                                              |
| Luftaufnahme des WT Raith                    |
| RCAHMS Aerial Photography, 30. Juli 1996     |
|                                              |
|                                              |
| Link zum Bild (bitte Urheberrechte beachten) |

### Abschnitt 3, WT Ardunie – WT Muir O’Fauld
|                                              |
| Gask Ridge Wachturm bei Kirkhill             |
| Peter Savin, 2017                            |
| Youtube video                                |
|                                              |
| Link zum Bild (bitte Urheberrechte beachten) |

|                                              |
| Luftaufnahme des WT Muir o Fauld             |
| RCAHMS Aerial Photography, 1988              |
|                                              |
|                                              |
| Link zum Bild (bitte Urheberrechte beachten) |

### Abschnitt 4, WT Gask House – WT Midgate
| Typ                                                    | Standort             | Beschreibung/Zustand | Abbildung | Lage |
| ------------------------------------------------------ | -------------------- | --- | --- | --- |
| Wachturm                                               | Gask House           | Das Bodendenkmal besteht aus den Überresten eines römischen Wachturms und eines unmittelbar daran angrenzenden Marschlagers. Die Konturen der beiden Befestigungen sind auch auf Luftaufnahmen gut auszumachen. Es wurde im Jahre 1900 von David Christison und nochmals im April 1965 vom Mitarbeitern des Hunterian Museum, der Glasgow University und der Perth Natural History Society (Robertson/Thomson) ausgegraben. Bei einer weiteren Grabung im April 1966 konnte eine Keramikscherbe vom Ende des 1. Jahrhunderts geborgen werden (heute im Hunterian Museum). Von der Turmstelle sind noch der umlaufende Wall und der Wehrgraben sichtbar. Die Turmplattform war ursprünglich von einem annähernd rechteckigen, 2,74 m breiten Wall mit einem Durchmesser von 23 m und einem fast kreisrunden, 1 m tiefen und 1,22 m breiten, V-förmigen Wehrgraben umgeben, wenn auch mit etwas abgeflachter Ost- und Westseite. Als Kernwerk fungierte ein 3,05 × 2,44 m großer Holzturm. Der von West nach Nord ausgerichtete, vom Wall umschlossene Bereich war nicht kreisförmig, sondern rechteckig mit abgerundeten Ecken und maß 6,7 × 5,49 m. Bei den Grabungen konnten im umwehrten Bereich drei der vier Pfostenlöcher (DM 0,61 m) der Stützkonstruktion beobachtet werden. Der Turm stand nicht exakt im Zentrum, sondern etwas vom Eingang abgesetzt. Diese Position bot mehr Platz für diejenigen, die den Turm betraten oder wieder verlassen wollten. Im NW befand sich der Zugang zum Kernwerk, dort wurde der Graben von einem 2,7 m breiten Erddamm überbrückt. Vermutlich war er in der Antike mit Steinen gepflastert. Die Funde waren spärlich, nur ein paar Stücke verkohlten Holzes, drei Eisennägel (stark korrodiert) und ein Gefäßfragment (Mortaria). Letztere konnte datiert werden. Auch seine Herkunft konnte örtlich eingegrenzt werden. Es stammte entweder von einer Töpferei aus Verulamium, Brockley Hill oder Radlett. Die Randform passte zu den Produkten eines Handwerkers namens Albinus und könnte eines seiner Produkte sein, zumal er viel davon herstellte. Seine Tätigkeit kann auf die Jahre 70–95 eingeschränkt werden. Vermutlich stammte auch dieses Gefäß aus dieser Zeit. Südlich davon befinden sich die Überreste des provisorischen 150 × 150 m großen Marschlagers, das im Grundriss annähernd quadratisch war. | | (56° 21′ 15,5″ N, 3° 38′ 1,2″ W) Südlich der Militärstraße (heutige C411) im Parish Findo Gask. Der Turm befand sich in einem Waldstück, auf einem Hügel ca. 110 m über dem Meeresspiegel. |
| Wachturm                                               | Witch Knowe          | Die Ausgrabung von David Christison im Jahre 1900 enthüllte einen römerzeitlichen, hölzernen Wachturm, möglicherweise aus flavianischer Zeit. Bei den Ausgrabungen von 1900 wurden die vier Pfostenlöcher der Stützkonstruktion des Wachturms entdeckt. Der Gesamtdurchmesser der Anlage beträgt 33 m, von denen 14 m auf den Innenbereich fallen, 14 m an den umlaufenden Wehrgraben, die restlichen 5,4 m zählen zum 0,6 m hohen Hügel auf denen der Turm stand. Der Graben war 1,8 m tief, beträchtlich tiefer als bei jedem anderen Wachturm der Gask Ridge. Am Rand konnte keine Spur eines umlaufenden Rasensodenwalles oder einer Palisade gefunden werden. Mittig befanden sich die vier Pfostenlöcher der Stützkonstruktion mit einem Durchmesser von etwa 46 cm und einer Tiefe von 0,6 m, die einen rechteckigen Raum von etwa 3,3 × 2,7 m einschlossen, gemessen von der Mitte der Pfostenlöcher. Der Wehrgraben, der Erddamm zum Eingang und die äußere Aufschüttung des Grabens sind noch zu sehen. Unter den dort gemachten Funden befanden sich auch Menschliche Knochen, darunter zwei Schädel und eine Urne, sie wurden noch vor 1837 ausgegraben. In früheren Zeiten wurden hier angeblich der Hexerei verdächtigte Menschen verbrannt. | | (56° 21′ 15,5″ N, 3° 38′ 1,2″ W) 92 m nördlich der Militärstraße (heutige C411), Parkmöglichkeit am Eingang zum Forstweg gegenüber der Lodge Gask House. Etwas östlich an der Nordseite der Straße befindet sich ein schon stark zugewachsener Weg, die Turmstelle befindet sich in einem Waldstück 90 m nördlich eines verfallenen Gatters. |
| Wachturm                                               | Moss Side            | Von David Christison im Jahr 1900 in einer Notgrabung untersucht, kurz bevor der Graben und der äußere Randwall durch Pflügen zerstört wurde. Die Reste des umlaufenden 0,9 m hohen Rasensodenwalls blieben erhalten. Die aus der Luft aufgenommenen Bilder von John St. Joseph zeigen das frisch gepflügte Feld, worauf der fast kreisrunde Wehrgraben als deutlich erkennbare Bodenverfärbung auszumachen ist. Die Turmstelle wurde am 16. November 1965 nochmals begangen. Zum Zeitpunkt dieses Besuchs war vom Wachturm im Grasfeld nichts mehr zu sehen. Das vom Wall umschlossene Areal hatte einen Durchmesser von etwa 6,7 m. Etwas abseits der Mitte befanden sich die vier, quadratisch angeordneten, Pfostenlöcher der Stützkonstruktion mit einem Durchmesser von 3,3 m, gemessen von der Lochmitte. An drei dieser Löcher waren noch von ihnen ausgehende flache Gräbchen erkennbar, wahrscheinlich die Spuren der am Boden aufliegenden Verbindungsbalken. Diese Pfostenlöcher waren etwas größer als bei den anderen Exemplaren, hatten eine Tiefe von 0,9 m und einen Durchmesser von 0,6 bis 0,6 m. Der Turm weist auch Anzeichen eines Wiederaufbaus auf. | Luftaufnahme des WT Moss Side Dr Colin and Dr Paula Martin Collection , 25. Juli 1987 Link zum Bild (bitte Urheberrechte beachten ) | (56° 21′ 40,1″ N, 3° 36′ 26,9″ W) 64 m nördlich der Militärstraße (heutige C411). |
| Kleinkastell                                           | Midgate              | Die Befestigung wurde 1901 von David Christison untersucht, damals die östlichste der bekannten Gask-Befestigungen. Hier enthüllte er neben einem, der an diesem Limes üblichen, Holzwachturm angeblich auch eine rechteckige Struktur, die er als Kleinkastell (Typ Kaims) interpretierte, das unmittelbar nördlich der Römerstraße und nur wenige Meter östlich des Turms gestanden haben soll. Obwohl Christisons Arbeit die Grundlage für alle nachfolgenden Untersuchungen der Gask-Ridge-Region bildete, geriet das Kleinkastell schnell wieder in Vergessenheit. Osbert Crawford suchte die Stätte ebenfalls auf, wollte dort aber keinerlei Spuren römischen Strukturen erkannt haben. Ungewöhnlich ist, dass sich das KK in unmittelbare Nähe zum Wachturm befunden haben soll. 1990 wurde das Areal noch einmal von David Wooliscroft untersucht. Sein westlicher Graben war demnach nur 13 m vom Turmgraben entfernt. Es ist aber höchst unwahrscheinlich, dass zwei so nahe beieinander liegende Befestigungen zeitgleich existiert haben sollen. Der Standort liegt am östlichen Ende eines flachen aber in der Landschaft gut erkennbaren Hügels. Die westliche Hälfte ragt in die südöstliche Ecke eines Feldes, die östliche Hälfte in einen Nadelwald. Es ist immer noch deutlich als Bodenerhebung sichtbar, obwohl es durch die Überbauung eines Gebäudes für das Clathymore Airfield, zur Zeit des Zweiten Weltkriegs (11,13 × 5,8 m) in seinem Inneren schwer beschädigt worden ist. Sein Grundriss war rechteckig, fast identisch mit dem Lager in Kaims und mass intern 20 × 23 m (Kaims 20 × 22 m). Wie auch dort, war sein Erdwall an der Basis etwa 4 bis 5 m stark, außer im Westen, wo er fast 11 m breit war, möglicherweise zerwühlt durch die Bauaktivität in den 1940er Jahren. Umgeben war es von einem V-förmigen Wehrgraben mit Knöchelbrecher, die Berme war durchschnittlich 7 m breit. Der Graben ist noch als flache Mulde erkennbar und war 2,5–3,5 m breit und etwa 1,2 m tief. Er konnte noch um die gesamte Südseite herum verfolgt werden. Sein Verlauf war weniger regelmäßig als bei anderen römischen Wehrgräben, jedoch insbesondere im Norden aufgrund des dort sehr abschüssigen Hangs unvermeidlich. Es sind keine Anzeichen eines Tores erhalten, der Eingang müsste sich auf der Südseite befunden haben, wie der des Turms, exakt gegenüber der Militärstraße. Im Inneren wurden keine Gebäude freigelegt, nur die Reste der Bodenpflasterung. Aus Ermangelung von datierbarem Material war es aber unmöglich sicher zu bestimmen, ob die Reste tatsächlich aus der Römerzeit stammen. V-förmige Gräben wurden schon in der Eisenzeit angelegt. | | (56° 22′ 0,6″ N, 3° 35′ 10,7″ W) Nördlich der Militärstraße (heutige C411). |
| Wachturm                                               | Midgate (Torny Hill) | Der Turm wurde 1901 von David Christison untersucht. Er stand am westlichen Ende eines länglichen, circa 152 × 61 m großen Felsvorsprungs, war ursprünglich durch einen flachen Graben mit einer maximalen Tiefe von circa 0,3 m umgeben und eine Fläche von circa 13 × 11 m einschloss. Auf der Südseite wurden über den Graben Spuren eines schmalen Erddamms zum Eingang des Kernwerks beobachtet. Die zentrale Plattform, der Wall, der Wehrgraben und der Erddamm zum Eingang sind noch sichtbar. | | (56° 21′ 58,1″ N, 3° 35′ 10,3″ W) Die Turmstelle liegt östlich der Trinity Gask Minor Road, nördlich der Militärstraße (heutige C411). Das Gelände wurde von der Vegetation befreit und ist eingezäunt. |
|                                                        |                      | | | |
| Luftaufnahme des WT Moss Side                          |                      | | | |
| Dr Colin and Dr Paula Martin Collection, 25. Juli 1987 |                      | | | |
|                                                        |                      | | | |
|                                                        |                      | | | |
| Link zum Bild (bitte Urheberrechte beachten)           |                      | | | |

### Abschnitt 5, WT Westmuir – KK Cargill Mains
| Typ                                          | Standort                | Beschreibung/Zustand | Abbildung                                                                       | Lage |
| -------------------------------------------- | ----------------------- | --- | ------------------------------------------------------------------------------- | --- |
| Wachturm                                     | Westmuir (Dupplin Loch) | John St. Joseph erkannte 1965, auf einer seiner Luftaufnahmen, in einem Ackerfeld der Westmuir Farm etwas abseits der Militärstraße, eine kreisförmige Bodenverfärbung mit einem Durchmesser von etwa 20 m. Sie befand sich direkt unter dem Kamm eines sanft nach Süden abfallenden Hanges. St. Joseph vermutete darin den verschütteten Wehrgraben eines Wachturms der Gask Ridge Linie. Am 1. Mai 1975 fand an der Turmstelle eine Feldbegehung statt, da das Feld aber kürzlich umgepflügt worden war, waren obertägig keine Überreste der Wehranlage mehr erkennbar. | Luftaufnahme des WT Westmuir 1988 Link zum Bild (bitte Urheberrechte beachten ) | (56° 22′ 9,5″ N, 3° 34′ 27″ W) Nördlich der Militärstraße (heutige C411), 300 m nördlich der Turmstelle befindet sich der höchste Geländepunkt der Gask Ridge. |
| Wachturm ?                                   | Peel                    | Die Turmstelle konnte 1986 von Gordon Maxwell auf Luftaufnahmen der RCAHMS anhand seines ringförmigen Grabens ausgemacht werden. An dessen Nordseite wurde er von einem Erddamm überspannt. Der Standort ist jedoch wesentlich weiter von der Militärstraße entfernt als jeder andere der bekannten Gask Ridge Türme (circa 875 m). Archäologen des Roman Gask-Projektes (Woolliscroft, Hall) führten im Oktober 1999 dort eine geophysikalische Bodenuntersuchung durch. Der Graben hatte einen Durchmesser von ca. 15,7 m und war, wahrscheinlich etwa 2 m, der Erddamm rund 3 m breit. Spuren eines am Außenrand des Grabens aufgeworfenen Erdwalls konnten nicht nachgewiesen werden. Auch wenn der Verlauf der römischen Straßentrasse vermutlich richtig bestimmt wurde, kann der dort entdeckte Ringraben dennoch nicht sicher als römisch angesehen werden. Wenn es sich tatsächlich um einen Wachturm handeln sollte, wäre er mit Abstand der kleinste, der bislang am Gask Ridge Limes bekannt geworden ist. Der Wehrgraben ist im Durchmesser sogar noch etwas kleiner als die inneren Gräben der südlichen Doppelgraben-Turmanlagen. Bemerkenswert ist vor allem, dass sich dieser Turm so weit abseits von der Militärstraße befand. Bis heute ist Raith der einzige bekannte Gask Ridge-Turm, der relativ weit von ihr entfernt stand (170 m). Offensichtlich um eine bessere Aussichtsposition auszunutzen, während die Straße dem flacheren Terrain folgte. Es wäre jedoch auch möglich, dass die Straßentrasse in Peel während der römischen Besatzungszeit etwas näher an der Turmstelle verlief. Obwohl nach heutigem Kenntnisstand die Identifizierung als Wachturm als wahrscheinlichste Variante erscheint, könnte nur die Ausgrabung vor Ort endgültige Klarheit darüber erbringen. |                                                                                 | (56° 23′ 30,6″ N, 3° 31′ 25″ W) 4 km westlich von Perthand, am südlichen Rand eines Feldes, die Turmstelle befindet sich auf einer 70 m hohen Geländeerhebung auf der Südseite des Pow Water-Tals. Der Standort bietet er eine hervorragende Aussicht in alle Himmelsrichtungen, insbesondere nach Norden. Selbst im Süden, wo sich eine sanft ansteigende Hügellandschaft erstreckt, ist sie stellenweise noch über mehrere Kilometer möglich. Von einem römischen Turm aus wäre sie noch größer gewesen und man hätte Signale von den benachbarten Türmen bei Westmuir und Huntingtower, den temporären Marschlagern Easter Powside und East Mid Lamberkine gut erkennen können. Das Kastell von Bertha lag jedoch schon außer Sichtweite. |
| Wachturm                                     | Huntingtower            | Die Turmstelle wurde 1985 und 1992 von Mitarbeitern der RCAHMS auf Luftbildern ausgemacht. 1997 wurde an Ort und Stelle zunächst eine Untersuchung mit einem Bodenradar durchgeführt, das Areal dann im Juli 1998 nach einer kurzen Begehung ausgegraben. Diese Ausgrabung im Rahmen des Roman Gask-Projekt enthüllte einen mehrphasigen römischen Wachturm. Ein einzelnes Keramikfragment konnte im Inneren der Turmstelle geborgen werden. Es wurde von A. T. Croom und R. McBride vom South Shields Museum untersucht, die es als „wahrscheinlich römisch“ klassifizierten. In diesem Fall wäre dies der einzige datierbare Fund aus diesem Areal. Seine Zeitstellung ist deshalb noch unsicher, aber es wird angenommen, dass er mit ziemlicher Sicherheit zum Gask Ridge Limes gehörte, der nördlichste, der derzeit bekannt ist. Sein fast exakt ringförmig angelegter, v-förmige Wehrgraben war zwischen 0,64 m und 0,92 m tief, 2,14 m und 2,88 m breit und wurde an der Nordwestseite von einem 3,22 m breiten Erddamm überbrückt. Sein Außendurchmesser betrug ca. 16,2 m, er umfasste somit einen Innenbereich mit einer Breite von etwa 11,3 m, 6–7 m kleiner als der Durchschnitt der Gask Ridge Türme und damit mindestens 2,5 m kleiner als der 18,44 m lange Graben in Westerton, die flächenmäßig bislang kleinste bekannte Turmstelle dieses Limes. Anscheinend war der gesamte Innenfläche wegen der Bodennässe auch mit einem Kiesbelag bedeckt worden. An der Nord-Süd-Achse war der Grabenverlauf leicht abgeflacht. Die Pollenanalyse der Grabenfüllung deutet darauf hin, dass er beim Abzug der Besatzung – wie von anderen Türmen bekannt – nicht zugeschüttet wurde, sondern durch jahrhundertelange Erosion verschlammte. Anscheinend war er auch an einigen Stellen nachträglich verbreitert worden. Die vier Löcher der Stützkonstruktion hatten einen Durchmesser 1,3 m. In ihnen waren runde oder vierkantige Holzpfosten mit einem Durchmesser von 0,39 m eingelassen. Sie staken etwa 0,6 m tief im Boden, gemessen vom heutigen Bodenniveau. Zusammen umfassten sie eine trapezförmige Fläche von ungefähr 12 m², durchschnittlich für einen Gask-Ridge-Turm. Der Wachturm stand etwas westlich der Eingangsmittellinie mit der Rückseite unmittelbar am inneren Rand des Grabens. Ost- und Westseite maßen etwa 3,2 m, die Südseite war fast 1 m kürzer als die Nordseite, möglicherweise um sie besser an die Grabenkurve anzupassen. Alle Pfostenlöcher zeigten Anzeichen von einem etwas später erfolgten Abriss und anschließenden Wiederaufbau des Turms, aus welchen Gründen ist unbekannt. Auf dem Gelände wurden auch keine Reste von verbrannten Holz oder anderem Baumaterial gefunden. Fast genau in der Mitte des Turms, stieß man auf eine flache, kreisförmige Grube mit einem Durchmesser von 0,95 m, entweder der Rest eines eisenzeitlichen Rundhauses oder die römischen Soldaten hatten von dort einen größeren Stein entfernt, der die Bauarbeiten behinderte. Wie bei allen bisher ausgegrabenen Gask-Türmen auch, konnte auch dort keine Hinweise auf eine umlaufende Holzpalisade oder eines Erdwalls festgestellt werden. Anzeichen von Pfostenlöchern oder anderen Spuren eines Torbaues waren ebenfalls nicht erkennbar. Einzelne Rasenkonglomerate die man in der Grabenfüllung fand, sind wahrscheinlich durch das jahrelange Umpflügen des Geländes dort hingelangt. |                                                                                 | (56° 24′ 17,2″ N, 3° 30′ 20,4″ W) Die Flur Mains of Huntingtower liegt 1,25 km südwestlich von Huntingtower Castle, etwas westlich der Stadt Perth. Die Turmstelle befindet sich in der Nähe eines 50 m hohen Geländekamms nahe einem steilen Abhang an der Südseite des Almondtals und bietet eine hervorragende Aussicht in alle Himmelsrichtungen, mit Ausnahme des Hügellandes im Süden. Das Kastell von Bertha stand rund 3,1 km vom Wachturm entfernt. |
| Kleinkastell (Glen Blocker)                  | Inverquharity           | 1707 erstmals von Sibbald erwähnt, konnte das Lager 1983 auf Luftaufnahmen lokalisiert werden. Vom Kastell ist heute nichts mehr sichtbar, aber seine Strukturen haben sich seit seiner Entdeckung bei den Untersuchungen wiederholt deutlich gezeigt. Es war daher möglich, einen Befundplan zu erstellen, der aus den langjährigen gesammelten Daten zusammengesetzt ist. Dieser konnte auch durch eine vom Roman Gask Project im Jahr 2002 durchgeführte Bodenradarmessung bestätigt und durch zusätzliche Details ergänzt werden. Die bisher durchgeführten – nur sehr begrenzten – Untersuchungen erbrachten jedoch keine belastbaren Datierungsnachweise. Alleine sein Grundriss lässt seine Identifikation als gesichert römisch erscheinen. Außerdem passt sein Standort zur Glen Blocker-Serie von Drumquhassle bis Inchtuthil. Mehrheitlich ist man in der Forschung der Meinung, dass es sich dabei ebenfalls um eine flavianische Gründung handelt. Südwestlich des Kleinkastells stieß man zudem auf die Reste eines größeren Marschlagers. Sein Holz-Erde-Wall maß 79 m von Nordwesten nach Südosten. Die exakte Länge von Südwesten nach Nordosten zu bestimmen (und damit auch seine Fläche) war bisher nicht möglich. Dies war teilweise darauf zurückzuführen, dass der nördliche Rand des Plateaus seit der römischen Antike stark erodiert ist, weswegen der größte Teil des Nordostwalls heute verschwunden ist. Zudem sind die nördlichen 10–20 m des Plateaus dicht bewaldet. Man schätzt daher, dass es 68 m von Südwesten nach Nordosten mass (innerhalb der Wehrgräben), was eine umwehrte Fläche von circa 0,52 ha bedeuten würde. Dies bestätigten auch die Luftaufnahmen, die zeigten, dass die Längsachse des Kleinkastells von Nordwesten nach Südosten verlaufen sein muss. Der einzig nachweisbare, 14 m breite, Zugang befand sich in der Mitte der Südwestseite. Dort fiel das Gelände sanft zum Quharity Burn ab. Das ganz ähnlich aufgebaute Kleinkastell in Cargill, circa 32 km südwestlich, hatte Tore auf beiden Seiten seiner Längsachse, und man hält es deswegen für möglich, dass man in Inverquharity zukünftig ebenfalls auf ein zweites Tor stoßen wird. Einerseits erscheint dies aufgrund des Steilhangs im Norden des Plateaus eher unwahrscheinlich. Andererseits kann man heute nicht mehr wissen, wie viel im Laufe der Zeit vom Nordhang erodiert ist und es wäre möglich, dass er zur Römerzeit noch eben genug war, um dort ein Tor zu errichten. Er war aber wohl zu steil, um ihn mit Karren zu befahren, vergleichbar mit der Geländesituation am Meilenkastell 42 des Hadrianswalls. Das Nordtor hätte auch einen einfacheren Zugang zum Flusstal (Glen) des Posen Water und des South Esk ermöglicht. Im Innenbereich wurden keine Ausgrabungen durchgeführt, auch die Bodenradarmessungen ließen dort keine Gebäudestrukturen mehr erkennen. Letzteres ist jedoch bei einer flavianischen Befestigung nicht überraschend, da in diesem Fall davon auszugehen wäre, dass alle Innengebäude aus Holz waren. Es war von zwei V-förmigen, insbesondere an der Südwestseite, leicht konvex verlaufenden Wehrgräben umgeben, die circa 4,9 m voneinander entfernt ausgehoben wurden. Ein dritter, äußerer Graben an der Nordwest- und Südwestseite war auf den Luftaufnahmen ebenfalls sichtbar. Die Bodenwiderstandsmessungen zeigten jedoch, dass dieser das Kleinkastell offensichtlich nicht vollständig umgab. Der äußere Graben scheint auch etwas breiter gewesen zu sein, vielleicht um die 3 m. Bemerkenswert ist auch, dass weder innerhalb noch außerhalb der Befestigung Anzeichen von Straßen oder gepflasterten Flächen erkennbar waren. Es ist vorstellbar, dass sie schlichtweg nicht vorhanden waren, aber es ist wahrscheinlicher, dass sie durch das jahrelange Umpflügen des Bodens restlos beseitigt wurden. |                                                                                 | (56° 42′ 40,5″ N, 2° 58′ 24,4″ W) Das Kleinkastell liegt 4,5 km nordwestlich der Ortschaft Kirriemuir, Flur Inverquharity, westlich der B955, nahe am Zusammenfluss von South Esk und Prosen Water. Der Standort ist ideal geeignet, um den östlichen Ausgang von Glen Clova und Glen Prosen zu überwachen. Die Befestigung stand auf einem flachen Geländekamm, der Rest eines einstigen, fluvio-glazialen Plateaus. Der circa 1 km lange Geländesporn wird vom Prosen Water und dem South Esk im Norden und dem Quharity Burn im Süden umflossen. Das Kastellplateau wird von steilen Hängen begrenzt, die nördlich der Festung eine Höhe von 15,2 m erreichen. Der Standort bietet einen guten Blick in fast alle Himmelsrichtungen. Über die südlich des Kastells verlaufende Militärstraße gelangte man von hier aus nach Kastell Cardean im Westen und Kastell Stracathro im Osten. |
| Wachturm                                     | Black Hill              | Der römische Turm wurde erstmals 1903–1904 von John Abercromby ausgegraben und 1939 durch weitere Grabungen bestätigt. Abercromby deutete ihn zunächst als „...befestigte Residenz eines lokalen Stammesführers...“. 1939 wurde das Areal erneut von Richmond und McIntyre gründlicher untersucht und sein römischer Ursprung erkannt. Zu den Funden gehörten Eisennägel, wahrscheinlich römisches Glas und das Ende eines Bronzestift (Gewandfibel?). Sie werden im National Museum of Antiquities of Scotland aufbewahrt. Die zweite Ausgrabung enthüllte die Pfostenlöcher eines Holzturms von etwa 4 Quadratmetern im Durchmesser; Es gab deutliche Spuren eines subrechteckigen Erdwalles am oberen Rand des Hügels, der den Wachturm umgab. Von ihm ist jetzt nichts mehr sichtbar, da der Hügel stark mit Vegetation überwuchert ist. Er bestand aus Rasensoden, war 3,7 m breit und blieb bis zu einer Höhe von 1,1 m über dem antiken Bodenniveau erhalten. Vom V-förmigen Wehrgraben ist jetzt kaum mehr als eine Bodenerhebung um den Hügel zu sehen, er war 5,2 m breit und von einem schmalen Erddamm im NNW unterbrochen. Keines der römischen Artefakte, die während der beiden Ausgrabungskampagnen gefunden wurden, konnte genau datiert werden, es sei denn, das von Abercromby erwähnte Fragment aus „gewelltem Glas“ gehörte tatsächlich zu einem Schalentyp, wie er in flavianischer Zeit weitverbreitet war. Die strukturelle Affinität des Ortes zu den Türmen der Gask-Ridge-Straße deutet jedoch sehr stark darauf hin, dass er in der Zeit von 82 bis 87 n. Chr. entstand bzw. besetzt war. |                                                                                 | (56° 32′ 1,9″ N, 3° 21′ 40,1″ W) Der Signalturm stand auf einem 18 m hohen, nahezu rechteckigen Moränenhügel am Nordufer der Isla, etwa 350 m nordöstlich der Bridge Farm. Er ist heute auf eine Terrasse die nach Süden ausläuft reduziert. Wenn zu dieser Höhe noch die geschätzten 9,1 m des Turms hinzugefügt werden, hätte man von dort einen bemerkenswert guten Ausblick gehabt. Er war 1440 m von Cargill entfernt, von wo aus der Blackhillturm noch gut erkennbar ist. Auch in Richtung Inchtuthil, etwas mehr als 4,9 km entfernt, muss er vom einen der Ecktürme deutlich sichtbar gewesen sein. Die Sichtachse von Cargill nach Inchtuthil verläuft nahe dem Höhenrücken am südwestlichen Ufer des Tay bei Kinclaven. Der Signalturm wäre daher eine wichtige Verbindung für die Weiterleitung von Nachrichten gewesen. Er bot zudem einen Fernblick nach Nordosten durch das Tal der Isla bis hinauf nach Cardean, 15,3 km entfernt. Das Kastell Cardean ist von Cargill aus nicht sichtbar, da das Plateau von Bankhead of Kinloch die Sicht versperrt. Nachrichten zwischen diesen Kastellen konnten jedoch über den Blackhill ausgetauscht werden. |
| Kleinkastell                                 | Cargill Mains           | → Hauptartikel : Kastelle von Cargill |                                                                                 | (56° 31′ 32,4″ N, 3° 21′ 25,7″ W) |
|                                              |                         | |                                                                                 | |
| Luftaufnahme des WT Westmuir                 |                         | |                                                                                 | |
| 1988                                         |                         | |                                                                                 | |
|                                              |                         | |                                                                                 | |
|                                              |                         | |                                                                                 | |
| Link zum Bild (bitte Urheberrechte beachten) |                         | |                                                                                 | |

## Hinweise
Die meisten archäologischen Stätten liegen ungefähr 1 km voneinander entfernt, wobei viele leicht zugänglich und mit Informationstafeln gekennzeichnet sind. Keiner der Wachtürme ist für den Fahrzeugverkehr ausgeschildert, aber dennoch relativ leicht zu finden. Die Fußwege nach Ardunie und Muir-o-Fauld sind markiert. Die am besten erhaltenen Turmstellen sind Parkneuk (das Gelände ist jedoch stark von Vegetation bewachsen), Ardunie (nur Spuren von seinen Erdwerken), Kirkhill (am besten erhalten) und Muir-o-Fauld. Viele von ihnen befinden sich heute in dicht bewaldeten Gebieten.